# 歐博訥河

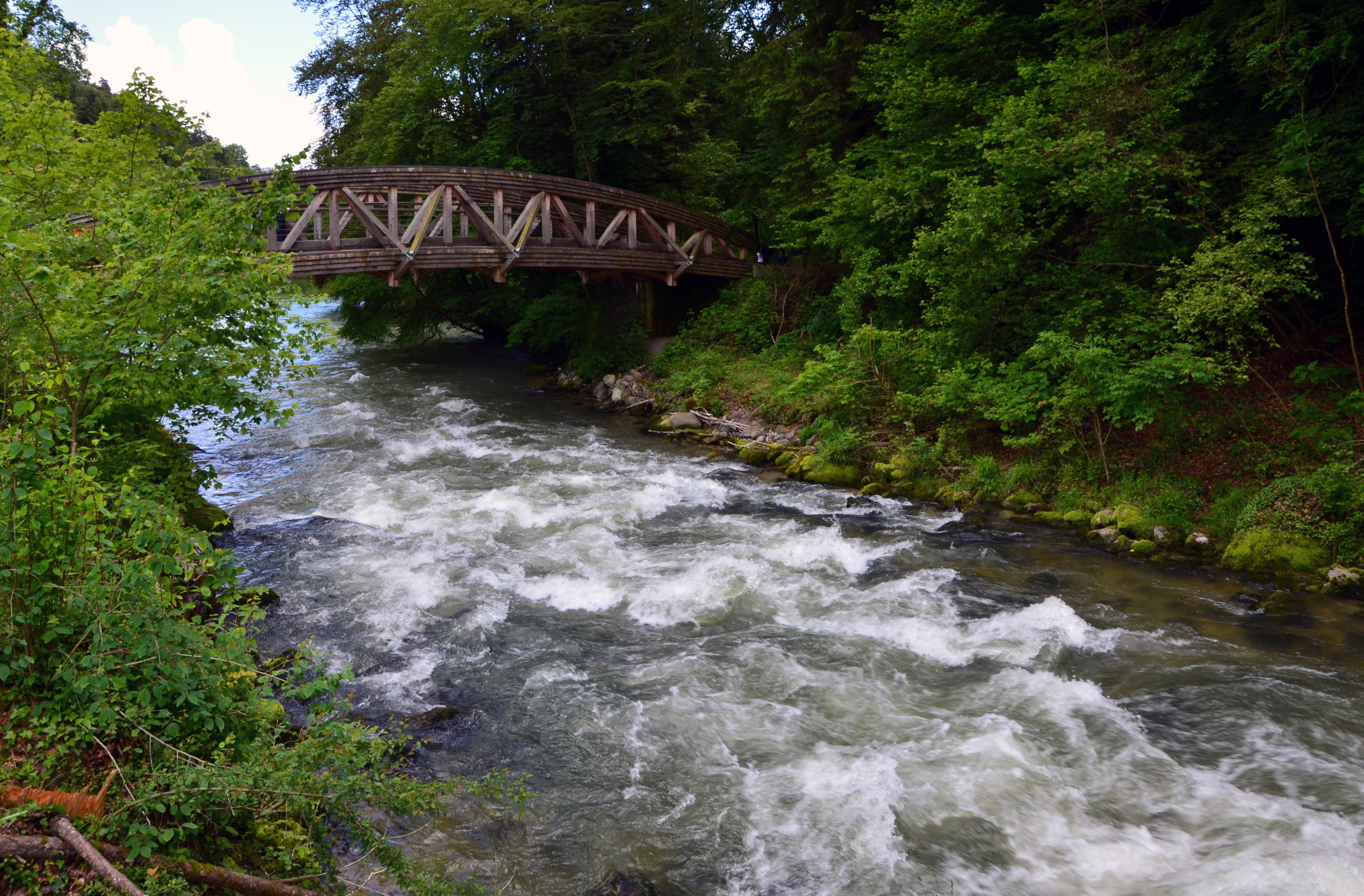

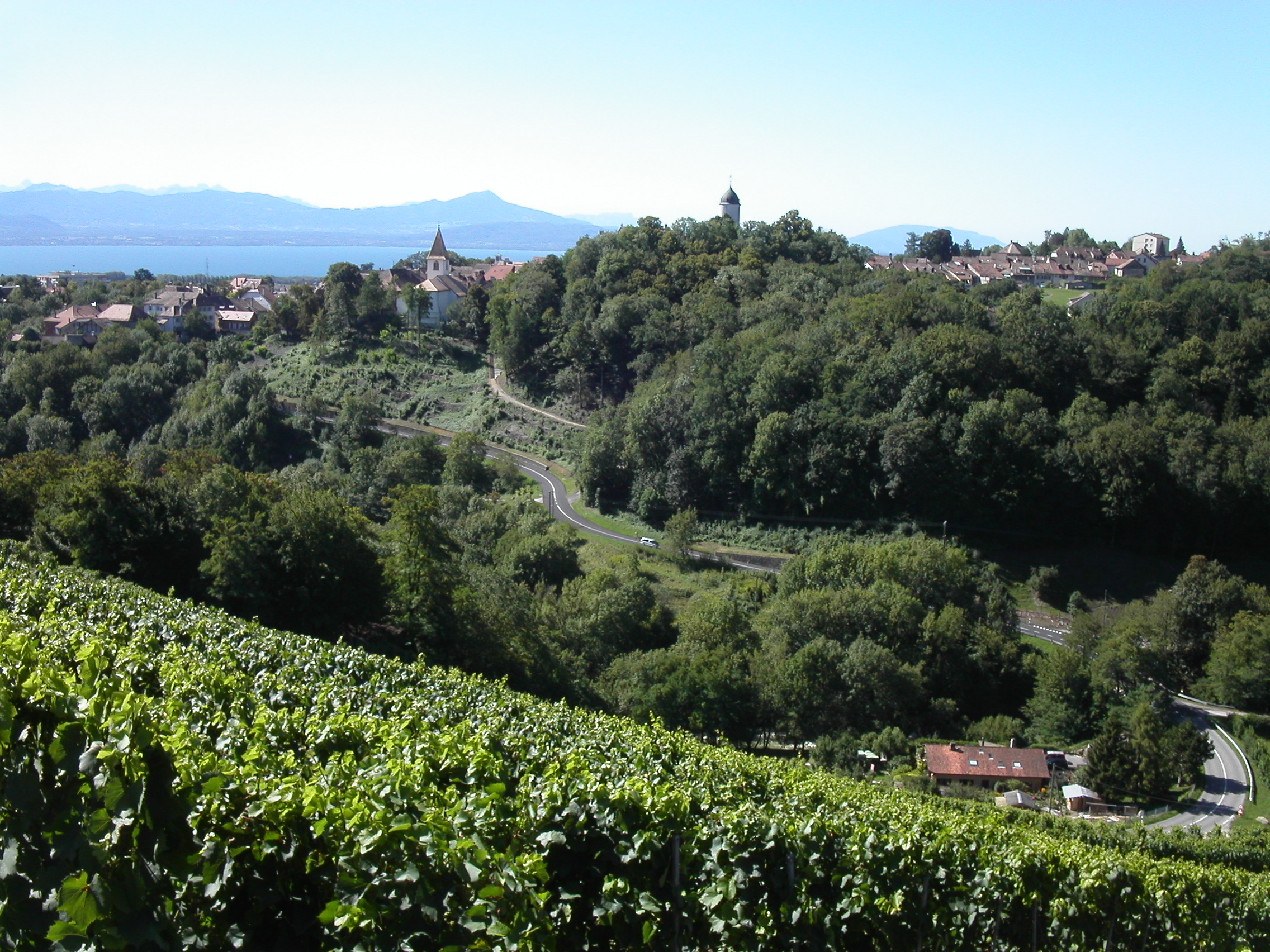

46°27′36″N 6°23′29″E / 46.46000°N 6.39139°E
歐博訥河（法語：Aubonne，法語發音：[obɔn] ⓘ）是瑞士的河流，位於該國西部，流經沃州，河道全長12.2公里，流域面積96.3平方公里，發源自比耶爾，最終在阿拉芒注入萊芒湖。